# Copa Santos Peñoles
La Copa Santos Peñoles fue fundada en el año 2011 por el Club Santos Laguna e Industrias Peñoles con la intención de integrar a niños y jóvenes en un evento de carácter internacional en el cual se centre la competencia de miles de niños, niñas y jóvenes en Territorio Santos Modelo y la Comarca Lagunera. Es el Torneo Infantil y Juvenil de fútbol más importante en México. Actualmente el torneo se disputa entre más de 250 equipos de 10 diferentes categorías que van desde los 4 hasta los 17 años de edad, incluyendo la categoría femenil.

## Historia

### 2011
La fundación de este torneo se dio en mayo del 2011, el cual empezó como un experimento local con 56 equipos.

### 2012
Como motivo del 125 aniversario de Peñoles, se anunció la segunda edición de la copa, la cual contó con 125 equipos de diferentes partes de México y como invitados especiales tres representativos de Panamá. Los campeones por categoría fueron:
Categoría: 2004-05

Campeón: Selección Chihuahua.

Categoría: 2000-01

Campeón: Alacranes de Durango.

### 2013
En la tercera edición el torneo volvió a incrementar su número de equipos participantes, ahora con 165. Además, se contó con la participación de los equipos colombianos Atlético Nacional y Quinta Oriental de Cúcuta. En esta edición se incluyeron por primera vez las categorías Elite Sub-15 y Femenil. Los campeones por categoría fueron:
Categoría: 2007-08

Campeón: Chivas Guadiana.

Categoría: 2005-06

Campeón: Necaxa Saltillo.

Categoría: 2003-04

Campeón: Parque España.

Categoría: 2001-02

Campeón: CFIG Nuevo León.

Categoría: 1999-00

Campeón: Santos Laguna.

Categoría: 1997-98

Campeón: Santos Los Mochis.

Categoría: 1995-96

Campeón: Quinta Oriental de Cúcuta.

Categoría: Sub-15

Campeón: Tigres de la UANL.

Categoría: 2000-02 Femenil

Campeón: Mano Amiga de Torreón.

Categoría: 1996-99 Femenil

Campeón: Escuela de Fútbol Santos Lala.

### 2014
Para esta edición del torneo tuvo la participación de 189 equipos de diferentes partes de México y la segunda participación consecutiva de Quinta Oriental de Cúcuta de Colombia. Los campeones por categoría fueron:
Categoría: Sub-6

Campeón: Academia Santos Saltillo.

Categoría: Sub-7

Campeón: Academia Santos Saltillo.

Categoría: Sub-8

Campeón: Club de Fútbol Chihuahua.

Categoría: Sub-9

Campeón: Escuela de Fútbol Santos Lala.

Categoría: Sub-10

Campeón: Independiente Chihuahua.

Categoría: Sub-11

Campeón: SNTE KUWA.

Categoría: Sub-12

Campeón: Ceforfut Guasave.

Categoría: Sub-13

Campeón: Dorados Fuerza UACH.

Categoría: Sub-14

Campeón: Alacranes de Durango.

Categoría: Sub-15

Campeón: Academia Santos Mochis.

Categoría: Sub-17

Campeón: Bachilleres Chihuahua.

Categoría: Sub-15 Femenil

Campeón: Club San Isidro.

Categoría: Femenil Mayor

Campeón: Instituto Británico de Torreón.

### 2015
El 30 de marzo se anunció la quinta edición de la copa, la cual se disputó entre 208 equipos y contó con la participación de equipos de Colombia (Quinta Oriental de Cúcuta, Sierra FC) y Argentina (Club de Gimnasia y Esgrima La Plata). Los campeones por categoría fueron:
Categoría: Sub-6

Campeón: Academia Santos Chihuahua.

Subcampeón: Colegio Americano Torreón (CAT).

Tercer lugar: Pumas Chihuahua.

Goleador: Enoc Osorio de Rayados Concordia.

Mejor Portero: Pedro Garza del CAT.

Categoría: Sub-8

Campeón: CIFFUT de Culiacán.

Subcampeón: Rayados Concordia.

Tercer lugar: Escuela de Fútbol Santos Lala Oro.

Mejor Portero: Luis Carmona de Selección Chihuahua.

Categoría: Sub-9

Campeón: Rayados Concordia.

Subcampeón: Escuela de Fútbol Santos Lala Verde.

Tercer lugar: Escuela de Fútbol Santos Lala Blanco.

Campeón Goleador: Misael Torres de Rayados Concordia.

Mejor Portero: Roberto Dante Siboldi de EFSL.

Categoría: Sub-10

Campeón: Escuela de Fútbol Santos Lala Verde.

Subcampeón: ROVSA Chihuahua.

Tercer lugar: Tuzos Saltillo.

Campeón Goleador: Juan Palma de ROVSA Chihuahua.

Mejor Portero: Santiago García de ROVSA Chihuahua.

Categoría: Sub-11

Campeón: Águilas B.

Subcampeón: ASP Madero, Zacatecas.

Tercer lugar: ROVSA Chihuahua.

Campeón Goleador: Julio Aguirre de Águilas B.

Mejor Portero: Gerardo Israel de Águilas B.

Categoría: Sub-12

Campeón: Gimnasia y Esgrima de la Plata.

Subcampeón: 9 de octubre Los Mochis.

Tercer lugar: Fuerzas Infantiles Santos Santos 2003.

Campeón Goleador: Héctor Carranza de FIS Santos 2003.

Mejor Portero: Laurato Pesado de Gimnasia y Esgrima de la Plata.

Categoría: Sub-13

Campeón: Academia Santos Monclova.

Subcampeón: Selección Chihuahua.

Tercer lugar: Tuzos Saltillo.

Campeón Goleador: Miguel Laredo de Tuzos Saltillo.

Mejor Portero: Alan Rodríguez de AS Monclova.

Categoría: Sub-14

Campeón: Súper Santos Chihuahua.

Subcampeón: Pachuca Torreón.

Tercer lugar: Academia Santos Juárez.

Campeón Goleador: Edui Rivera FIS Agustín Marchesín.

Mejor Portero: Daniel Bustamante de Súper Santos Chihuahua.

Categoría: Sub-15

Campeón: Santos Laguna.

Subcampeón: UDEM.

Tercer lugar: Indios Cuauhtémoc.

Campeón Goleador: Diego Rivas del Parque España.

Mejor Portero: Daniel González de Santos Laguna.

Categoría: Sub-17

Campeón: Santos Laguna.

Subcampeón: Tecnológico de Monterrey Campus Laguna.

Tercer lugar: Panchitos IBCA.

Campeones Goleadores: Dorian Obarte, de CEFFOFUT PRO Durango, y Jesús Rodríguez, de Santos Laguna.

Mejor Portero: Javier Muñoz de Santos Laguna.

Categoría: Femenil

Campeón: Instituto Británico de Torreón.

Subcampeón: CEFFOFUT PRO Durango.

Tercer lugar: Aztecas.

Campeona Goleadora: Andrea Hurtado.

### 2016
Fue la sexta edición del torneo y tuvo a participación de 220 equipos de México, Argentina (Club Atlético Unión del Valle), Colombia (Club Deportivo Belén), Brasil (Ponte Preta) y Estados Unidos (SC United, Intercups). El torneo se dividió en dos, el principal fue llamada "A" y el de consolación "B". Los campeones por categoría fueron:

#### Torneo A
Categoría: Sub-6

Campeón: Academia Santos Monclova.

Categoría: Sub-8

Campeón: Academia Santos Saltillo.

Categoría: Sub-9

Campeón: CIFFUT.

Categoría: Sub-10

Campeón: Houston Concordia.

Categoría: Sub-11

Campeón: Academia Santos Chihuahua.

Categoría: Sub-12

Campeón: Ponte Preta.

Categoría: Sub-13

Campeón: Coyotes Saltillo.

Categoría: Sub-14

Campeón: Club Deportivo Belén.

Categoría: Sub-15

Campeón: CEFORFUT Guasave.

Categoría: Sub-17

Campeón: Club Deportivo Belén.

#### Torneo B
Categoría: Sub-6

Campeón: FIS Jorge Villafaña.

Categoría: Sub-8

Campeón: Parque España.

Categoría: Sub-9

Campeón: Rayados Concordia.

Categoría: Sub-10

Campeón: FIS Santos Laguna 2006.

Categoría: Sub-11

Campeón: Tuzos Saltillo.

Categoría: Sub-12

Campeón: FIS Ulises Rivas.

Categoría: Sub-13

Campeón: Academia Santos Piedras Negras.

Categoría: Sub-14

Campeón: CF Internacional Monterrey
Categoría: Sub-15

Campeón: Academia Santos Piedras Negras.

Categoría: Sub-17

Campeón:Academia Santos Saltillo.

#### Campeones de Goleo y Mejores Porteros
| Categoría | Jugador         | Equipo               | Goles |
| --------- | --------------- | -------------------- | ----- |
| Sub-6     | Iker Avedaño    | AS Juárez            | 12    |
| Sub-8     | Jaime Obregón   | Rayados Concordia    | 20    |
| Sub-9     | Carlos Sánchez  | Houston Dynamo       | 10    |
| Sub-10    | Mario Urueta    | CEFORFUT             | 12    |
| Sub-11    | Carlos Macías   | Héctor Esparza FC    | 10    |
| Sub-12    | Alan Calvillo   | AS Monclova          | 8     |
| Sub-13    | Jasiel Zapia    | Santos los Mochis    | 8     |
| Sub-14    | Juan Aristibal  | Club Deportivo Belén | 6     |
| Sub-15    | Mauricio Rivera | Deportivo Soriana    | 14    |
| Sub-17    | Jesús Arreola   | Celaya Lerdo         | 6     |

| Categoría | Jugador                                          | Equipo                  | Goles |
| --------- | ------------------------------------------------ | ----------------------- | ----- |
| Sub-6     | Bernardo Albéniz                                 | CAT                     | 2     |
| Sub-8     | Daniel González                                  | Rayados Concordia       | 0     |
| Sub-9     | Mauricio Vera                                    | AS Saltillo             | 1     |
| Sub-10    | Ricardo Calvillo, Tachiel Jiménez, Natalia Muñoz | Lorito Jiménez          | 1     |
| Sub-11    | Marco Gutiérrez                                  | AS Chihuahua            | 1     |
| Sub-12    | Vinicius Salustino                               | Ponte Preta             | 0     |
| Sub-13    |                                                  | Independiente Chihuahua | 0     |
| Sub-14    | Juan Camilo Martínez                             | Club Deportivo Belén    | 0     |
| Sub-15    |                                                  | CEFORFUT                | 0     |
| Sub-17    | Oscar Salcido                                    | Troyanos UDEM           | 1     |